# Internet Speculative Fiction Database
Internet Speculative Fiction Database (ISFDB, в переводе на рус. База данных фантастики в Интернете) — библиографическая база данных о научно-фантастических произведениях и связанных жанрах, таких как фэнтези и ужасы. ISFDB является результатом усилий добровольцев, база данных открыта для редактирования пользователями. База ISFDB и её код доступны под лицензией Creative Commons, поэтому поддерживается возможность связки материалов с сайтом  Wikipedia. Данные используются и другими организациями, такими как Freebase, в соответствии с лицензией Creative Commons. Несмотря на то, что ISFDB в первую очередь библиографическая исследовательская база данных, она также содержит биографические данные для книг, авторов, серий и издателей.
База данных ISFDB индексирует авторов, романы, рассказы, издателей, награды и журналы. Кроме того, она содержит авторские псевдонимы, серии, награды и обложки вместе и информацией об авторах внутренних иллюстраций. На сайте уделяется внимание постоянной проверке информации о публикациях и вторичных библиографических источников с целью увеличить достоверность данных. Текущая статистика  доступна в режиме онлайн.

## История
В период с 1984 по 1994 год Джерри Бояджян, Грегори Роулинс и Джон Венн разместили в группе новостей Usenet rec.arts.sf.written библиографии нескольких писателей-фантастов. Для этих записей был разработан более или менее стандартный библиографический формат. В 1993 году Эл фон Рафф разработал базу данных для премий с возможностью поиска по ней. В 1994 Джон Ливитт создаёт Speculative Fiction Clearing House (SFCH). В конце 1994 года он обратился за помощью в отображении информации о наградах, и фон Рафф предложил использовать свои разработки. Ливитт отказался, так как ему нужен был код, который мог бы взаимодействовать с другими частями сайта. В 1995 году Эл фон Рафф и Ahasuerus (активный автор на rec.arts.sf.written) приступили к созданию ISFDB, основанном на опыте SFCH и использующим библиографический формат, доработанный Джоном Венном. ISFDB был запущен в сентябре 1995, его URL был опубликован в январе 1996 года.
Первоначально ISFDB обслуживался провайдером в городе Шампейн, Иллинойс, испытывая нехватку дискового пространства и поддержки базы данных, что тормозило развитие сайта. В октябре 1997 он перешёл на хостинг SF Site, крупного НФ-портала. В связи с ростом стоимости дальнейшего пребывания на SF Site в декабре 2002 года ISFDB был переведён на собственный домен. Сайт был быстро закрыт провайдером из-за чрезмерного использования ресурсов сервера.
В марте 2003 года, после нахождения офлайн с января, ISFDB получил хостинг по адресу www.isfdb.org от Техасского университета A&M. В 2007, после проблем с распределением ресурсов Texas A&M, сайт разместили на независимом нанятом сервере по тому же адресу.
ISFDB изначально могли редактировать ограниченное число людей, в основном Эл фон Рафф и Ahasuerus.. Тем не менее, в 2006 была открыта возможность редактирования для более широкого круга пользователей. Для контроля достоверности содержимого изменения должны быть одобрены одним из модераторов.
Начиная с 27 февраля 2005 года исходный код и содержание ISFDB распространяются на условиях лицензии Creative Commons.

## Признание
В 1998 году Кори Доктороу пишет в Science Fiction Age: «Лучшим всесторонним путеводителем по научной фантастике остаётся Internet Speculative Fiction Database». В апреле 2009 года Zenkat написал в блоге на Freebase о ISFDB: «…он считается одним из наиболее авторитетных источников о научной фантастики, фэнтези и ужасах из доступных в Интернете». По состоянию на декабрь 2011 года сервис Quantcast оценивает посещаемость сайта в более чем 37 000 человек в месяц.
В 2005 году ISFDB стал победителем Wooden Rocket Award в категории «Лучший справочный сайт».